# سامر الغريب
سامر الغريب (2 أكتوبر 1973-) ممثل ومقدم برامج لبناني.

## حياته
خريج الجامعة اللبنانية درس الفنون الجميلة عام 1997 وهو عضو في نقابة الفنانين المحترفين في لبنان

### حياته الأسرية
تزوج في يونيو 2013
من جانين زيادة وأعلن زواجه بعد مرور ثلاثة شهور على زواجه وتم الزواج كنيسة مار الياس في منطقة الرابية – المطيلب ورزق بابنته ايفي في عام 2014.

## مشواره المهني
بدايته كانت في تقديم التمثيل عام 1996 في التلفزيون والمسرح، حيث قدم برامج عدة عن نسخ أجنبية منها «كل ميلة عيلة» عن البرنامج العالمي فاميلي فيود و «سوا سوا» نسخة طبق الاصل عن البرنامج التلفزيوني الإيطالي «Porta Porta» على شاشة إم تي في اللبنانية. ، خاض بعدها تجربته التمثيل ثم الإخراج، تولى مناصب عدة منها رئيس قسم الترويج في محطة إم تي في ومدير عام قناة  روتانا طرب وشغل منصب مدير موقع جريدة «البلد» ومدير الإنتاج في جريدة الوطن الكويتية والوسيط 
عام 2016 قام باختراع قداّحة ذكيّة تحفظ أوقات المدخنين وتساعدهم على التخفيف من التدخين ومن ثمّ الإقلاع عنه.

## أعماله

### التمثيل

#### في السينما
| سنة الإنتاج | الفيلم     | الشخصية |
| ----------- | ---------- | ------- |
| 2012        | شيلا كوهين |         |
| 2011        | sorry mom  |         |
| 2001        | إيفانوفا   |         |

#### في التلفزيون
| سنة الإنتاج | اسم المسلسل       | الشخصية |
| ----------- | ----------------- | ------- |
| 2008        | السجينة           |         |
| 2007        | الطاغية           |         |
| 2007        | امرأة من ضياع     |         |
| 2003        | زمن الأوغاد       |         |
| 2001        | إسمها لا          |         |
| 1998        | اللعب الممنوع     | صخر     |
| 1997        | الحكم لكم         |         |
| 1996        | أوراق الزمن المر  |         |
| 1995        | العاصفة تهب مرتين |         |

#### في المسرح
| سنة الإنتاج | المسرحية | الشخصية |
| ----------- | -------- | ------- |
| 2000        | الإنقلاب |         |

#### تقديم البرامج
| سنة الإنتاج | اسم البرنامج | عرض على            |
| ----------- | ------------ | ------------------ |
| 2002        | رمضان كريم   | إم تي في اللبنانية |
| 2002        | سوا سوا      | إم تي في اللبنانية |
| 2001        | يا قمر       | إم تي في اللبنانية |
| 2000        | ليالي رمضان  | إم تي في اللبنانية |
| 1998-2003   | كل ميلة عيلة | إم تي في اللبنانية |